# Калинка Згурова
Калинка Згурова е изпълнителка на народни песни от Странджанския край.

## Биография
Родена е на 25 септември 1945 г. в село Дебелт, Бургаско. За голямата сцена я открива странджанският народен певец Сава Попсавов. Професионалният си път на певица започва в хора на ансамбъл „Пирин“ – Благоевград. От 1973 година е солистка на Ансамбъла за народни песни на Българското радио, известен по късно като „Мистерията на българските гласове“. Записва над 300 песни от Странджа за БНР и Балкантон, издава няколко дългосвирещи плочи и дискове, снима филми в БНТ.
Свързва живота си с композитора Стефан Кънев.
Пее в много страни по света, а през седемдесетте години заедно с Руска Недялкова и Василка Дамянова създава вокално трио „Зорница“.
През 1993 година създава фондация „Кънев-Згурова“, чрез която подпомага млади народни певци, има своя школа и възпитаници за българско народно пеене.
През 2009 година получава наградата „Нестинарка“ за цялостно творчество.